# جيريمي ريد (لاعب كرة قاعدة)
جيريمي ريد (بالإنجليزية: Jeremy Reed)‏ هو لاعب كرة قاعدة أمريكي، ولد في 15 يونيو 1981 في سان ديماس في الولايات المتحدة.

## وصلات خارجية
- جيريمي ريد على موقع دوري كرة القاعدة الرئيسي (الإنجليزية)
- جيريمي ريد على موقعبيزبول رفرنس.كوم (الدوري الرئيسي) (الإنجليزية)
- جيريمي ريد على موقعبيزبول رفرنس.كوم (الدوري الثانوي) (الإنجليزية)
- جيريمي ريد على موقع إي إس بي إن.كوم (أم.أل.بي) (الإنجليزية)
- جيريمي ريد على موقع مشجعي الرسوم البيانية (الإنجليزية)